# Пентаграмма (роман)
Пентаграмма (норв.: Marekors, буквально «Марин крест», 2003) детективный роман норвежского писателя Ю Несбё, пятый в серии романов о Харри Холе.
История перемещается между двумя параллельными темами — появлением нового серийного убийцы, терроризирующего Осло, и непрекращающаяся вражда Харри Холе с коррумпированным и совершенно безжалостным коллегой-полицейским Томом Волером, который уже был главой заговора из двух предыдущих книг, «Красношейка» и «Немезида». В конечном счете, две проблемы объединяются, что даёт возможность Харри решить обе из них за одну единственную катастрофическую ночь.

## Описание сюжета
Молодая женщина убита в своей квартире в Осло. Один палец её левой руки был отрезан, а под её веком был спрятан крошечный алмаз в форме пятиконечной звезды — пентаграммы, «звезды дьявола».
Детективу Харри Холе поручают это дело вместе с его давним противником — Томом Волером, и он первоначально не хочет им заниматься. Но Харри уже получил предупреждение, что его уволят из органов, и сталкивается с небогатой альтернативой, вынужденный вытянуть себя из запоя и начать работать.
Волна подобных убийств поднимается над городом. Убойный отдел предполагает, что в Осло появился серийный убийца, а пятиконечная звезда дьявола кажется ключом к решению загадки.
Харри даёт главное представление относительно следующих возможных мест убийства, которые берутся под наблюдение. Одно из мест находится в студенческом общежитии, а другое — дом в пригороде, принадлежащий старушке по имени Олауг Сивертсен.
Исследуя этот дом, Беате Лённ обнаруживает, что вероятный убийца — сын Олауг, Свен. Она сообщает об этом Харри по телефону, поскольку он и Том Волер проверяют другое предполагаемое место преступления, студенческое общежитие. Харри допускает утечку информации к Волеру, который немедленно уезжает, чтобы помочь Лённ. Харри, используя недавно установленные скрытые камеры, замечает другую пентаграмму на двери одного студента. В конечном счете обнаруживается тело четвертой жертвы. Тем временем Том Волер арестовывает Свена Сивертсена, причём его угрозы застрелить его в конечном счете приводят Беату Лённ к пониманию того, что он намеревался убить Свена вместо того, чтобы арестовать.
Наконец Харри проходит обряд инициации, заключающееся в выполнении задания Тома Волера: получить признание и убить Свена Сивертсена в тюрьме, используя яд. Влиятельность Волера такова, что он может с уверенностью гарантировать, что Харри это сойдет с рук. Но Харри убежден Свеном в том, что он не виновен в преступлениях и, вместо того, чтобы убить его, он тайно забирает его из камеры заключения и скрывается.
Харри теперь преследуется, его работа в полиции — и, вполне возможно, и его жизнь — зависит от его возможности доказать преступления Волера. Сивертсен готов свидетельствовать против Волера, но его цена — то, что Харри очистит его от многократных обвинений в убийстве, в которых он обвиняется. Харри сталкивается с грандиозной задачей — как обнаружить и предугадать действия истинного убийцы за один-единственный день. Однако зацепка приходит вместе с вроде бы неважной фотографией, которую Сивертсен показывает Харри, и очень незначительная, но точная деталь данных судебной экспертизы указывает на абсолютно неожиданного преступника.
Оставив Сивертсена скованным наручниками, Харри уходит, чтобы противостоять новому подозреваемому — и сталкивается с ним сразу после очередного убийства. Харри подходит очень близко к тому, чтобы самому быть убитым — но в конечном счёте убийца совершает самоубийство. Как только Харри понимает, что всё кончено, его телефон звонит, и Том Волер сообщает ему, что он похитил Олега, сына подруги Харри Ракель, чтобы убедить Гарри встретиться его и обменять Олега на Сивертсена. Волер знает, что именно Харри Олег считает своим отцом, а не своего биологического отца из России, от которого Ракель уже давно ушла, и что Харри глубоко привязан к мальчику и сделает фактически всё, чтобы спасти его.
Харри назначает встречу в студенческом общежитии. Используя камеры слежения как своё преимущество, Харри пытается убедить Волера, что его положение безнадежно. Волер предлагает всё более и более невозможные варианты того, как он намеревается скрыть то, что произошло, но в конечном счёте Харри удается пересилить Волера и спасти Свена и Олега. В заключительном кульминационном моменте истории Волер наконец погибает. Харри тем временем сообщает, кто убийца, и дело наконец закрывается. После обвинения Тома Волера и раскрытия дела увольнение Харри отменено, и он возвращается в органы.
Как станет ясно в следующей книге, «Спаситель», профессионального успеха Харри добился высокой личной ценой. Несмотря на то, что Ракель очень любит Харри, она решает разорвать их отношения из-за того, что Олег был похищен Волером и был очень близко к смерти, что вынудило её почувствовать, что профессия Харри и его чрезвычайная преданность этой профессии сделают жизнь с ним слишком опасной. Однако, несмотря на то, что Харри время от времени увлекается другими женщинами, Ракель остаётся самой большой любовью всей его жизни, и с её стороны она также считает невозможным полностью прекратить контакты с ним.

## Цифра 5
Особое значение цифры 5 хитро вплетено в разные места повествования автором. Примеры использования:
- Число жертв, как первоначально предполагалось, равно пяти, хотя только четыре были фактически совершены (Олауг Сивертсен была спасена от последнего убийства). Однако убийцу арестовали перед предполагаемым запланированным убийством Сивертсен и, так как убийца фактически ненавидел Свена Сивертсена (сына Олауг) неясно, кто из них был намеченной жертвой.
- Пять пальцев на руке — у каждой жертвы был отрезан один из пальцев (начиная с большого пальца у Мариуса Веланна и заканчивая безымянным пальцем у Барбары Свендсен). Если бы пятое убийство было совершено на заключительном этапе, это был бы мизинец левой руки.
- Каждое убийство происходило на пятом этаже здания (исключением из этого правила был Мариус Веланн, первая жертва, который, как известно, был убит на четвертом этаже, где была расположена его комната). Однако его тело было перенесено убийцей и спрятано на пятом этаже. Нужно также отметить, что у дома Олауг Сивертсен не было пяти этажей.
- Пять часов — все убийства совершались примерно в 17:00. Кроме того, журналист Рогер Йендем назначил Харри Холе встречу в Подводном пабе в 17:00.
- Между убийствами прошло пять дней.
- На теле каждой жертвы был найден маленький пятиконечный красный бриллиант (обычно за веком) в момент обнаружения.
- Тело Барбары Свендсен было найдено балансирующим на пяти точках: две ноги, колени и лоб.
- В одном эпизоде Харри Холе стоял у закрытого прилавка и видел телевизор из-за угла; разыгрывалась лотерея, и единственное число, которое он услышал прежде, чем Волер с ним заговорил, был номер 5.
- Книга состоит из пяти частей.
- Книга является пятой в серии книг о Харри Холе.

## Жара в Осло
Постоянная деталь повествования книги — с некоторым значением для всей главной сюжетной линии — является жаркая погода, от которой Осло страдает в ходе всей книги. Несмотря на то, что Норвегия известна как холодная страна, и не без причины, книга ясно дает понять, что Осло в июле может быть вполне жарким местом: любой, кто может, уезжает на побережья, женщины ходят в бикини даже на улицах города, люди спят голые с лёгкими одеялами или без них, прогнозы нудят о «ещё одной тропической ночи» и молятся о дожде, который может сломать период сильной жары. Это чётко выраженный контраст по отношению к следующей книге в серии, «Спаситель» — зимняя история, происходящая в засыпанном снегом Осло, с температурами ниже нуля на ночных улицах, когда для преследуемого беглеца наличие пальто — буквально вопрос жизни и смерти.